# Andreas Lanz
Andreas Lanz (* 1740 in Rohrbach, Kanton Bern; † 5. Juni 1803 in Bern) war ein Schweizer Ingenieur, Geometer und Offizier, der insbesondere für seine Arbeiten im Bereich der Hydrotechnik und der Artillerietechnik bekannt wurde. Er spielte eine zentrale Rolle bei der Entwicklung von Projekten zur Verbesserung der Wasserwirtschaft, insbesondere der Linthkorrektion, und war ein bedeutender Pionier auf dem Gebiet des militärischen Ingenieurwesens im späten 18. Jahrhundert. Als autodidaktischer Fachmann erwarb er sich umfassendes Wissen in verschiedenen Ingenieurdisziplinen und hinterliess ein bleibendes Erbe in der Schweizer Ingenieurgeschichte.

## Frühes Leben und Ausbildung
Andreas Lanz wuchs im Kanton Zürich auf, wo er sich früh mit dem Handwerk der Landesvermessung vertraut machte. Er erlangte keine formale Ingenieurausbildung, sondern entwickelte sein Wissen autodidaktisch, indem er sich mit wissenschaftlichen und praktischen Aspekten der Ingenieurkunst, Geometrie und Hydraulik beschäftigte. In den 1770er Jahren war er als Geometer sowohl in Zürich als auch in Bern tätig, wo er zunehmend in den Fokus der Obrigkeit geriet.

## Militärische Karriere
Lanz’ militärische Karriere begann in den 1770er Jahren, als er zum Artilleriehauptmann befördert wurde. 1783 wurde er zum Leiter der Berner Artillerieschule ernannt, deren Gründung er selbst förderte. In dieser Funktion unterrichtete er Artillerie-Offiziere in verschiedenen Disziplinen wie Geometrie, Trigonometrie, Mechanik, Hydraulik, Fortifikation und Taktik. Lanz führte auch praktische Übungen im Feldmessen und im Bau von Artilleriebatterien durch.

## Linthkorrektion
Lanz ist besonders für sein Korrektionsprojekt für die Linth und den Walensee bekannt. Auf Antrag der Berner Gesandtschaft beauftragte die Tagsatzung ihn 1783 mit der Ausarbeitung eines Projekts zur Verbesserung der hydrotechnischen Verhältnisse in der Region. Er entwickelte mehrere Varianten zur Lösung der Probleme, die durch die Stauung von Wasser und Geschiebe in der Linth und dem Walensee entstanden.
Sein umfassendes Projekt bestand aus vier Varianten, wobei die erste und kühnste die Umleitung der Glarner Linth in den Walensee und eine umfassende Ausweitung des Seeausflusses vorsah. Lanz argumentierte, dass dies eine dauerhafte Lösung für die Probleme der Region bringen würde, insbesondere durch die Stabilisierung des Seepegels und die Förderung der Schifffahrt. Die anderen Varianten sahen weniger drastische Massnahmen vor, jedoch ohne die gleiche langfristige Effektivität.
Trotz seiner überzeugenden Argumentation wurde Lanz’ bevorzugte Variante (die Umleitung der Linth) damals nicht realisiert. Stattdessen wurde eine der alternativen Varianten, die den Bau eines neuen Kanals durch das Biltner Ried vorsah, vorgeschlagen, aber auch dieser Plan wurde nicht verwirklicht. Es vergingen über zwanzig Jahre, bis Hans Konrad Escher (1767–1823) die Linth erfolgreich korrigieren konnte, wobei im Grundsatz die Pläne von Lanz umgesetzt wurden.

## Weitere Tätigkeiten
Während des Einfalls französischer Truppen 1798 war Lanz mit der Bereitstellung und Auslieferung von Material im Berner Zeughaus beschäftigt. Er war zudem in militärische Planungsarbeiten involviert und fertigte einen Verteidigungsplan für die Gegend von Laupen an. Nach dem Ende des Alten Bern und der Gründung der Helvetischen Republik wurde Lanz weiterhin für seine Expertise geschätzt. 1800 wurde er zum Inspektor der Salpeterproduktion ernannt und leitete das zentrale Zeughaus der Helvetischen Republik zusammen mit Johann Anton Wyss (1721–1803).

## Tod und Vermächtnis
Lanz starb am 5. Juni 1803 in Bern. Trotz dem Fehlen vieler offizieller Aufzeichnungen über sein Leben hinterliess er ein bedeutendes Erbe in den Bereichen Hydrotechnik, Militärtechnik und Ingenieurwissenschaften. Als autodidaktischer Ingenieur trug er massgeblich zur Entwicklung der modernen Ingenieurwissenschaften in der Schweiz bei und setzte wichtige Impulse in den Bereichen Wasserbau und Artillerietechnik. Seine grösste Bedeutung erlangte er aber mit der Linthkorrektion, die zwar nicht zu seinen Lebzeiten, aber trotzdem grundsätzlich seinen Plänen entsprechend umgesetzt wurde.